# 謝爾曼 (堪薩斯州)
謝爾曼為美國堪薩斯州切羅基縣的非建制地區。

## 歷史
1867年8月7日，郵政局於謝爾曼城（Sherman City）開設，後來在1894年8月17日更名為今名。郵政局之後持續營運直到1964年12月30日停止。